# Чуркино (Курбское сельское поселение)
Чуркино — деревня в Ярославском районе Ярославской области России. Относится к Ширинскому сельскому округу Курбского сельского поселения. Основана в 1773 году.

## География
Деревня находится в 9 км к запад-юго-западу от села Курба и в 33 км от центра Ярославля. Расположена на правом берегу Ширинки. Местность преимущественно равнинная, с редкими перепадами высот, не достигающих 3-5 метров, окружена смешанным лесом и ржаными полями, встречается заболоченная местность.
В окружающих лесах в обилии водятся дикие звери и птицы. Имеются охотугодья. В осенний период времени появляется множество благородных грибов.
В урочище Юрьев или Лаврентьев холм (5 км к югу от деревни) имеется церковь Архангела Михаила и Казанской иконы Божией Матери 1801 года постройки на рукотворном холме. Построена силами князя Волконского Петра Михайловича, бывшего вотчинника, в нынешнее время в запустении.

## История
В 2005 году деревня вошла в состав Курбского сельского поселения образованного в результате слияния Курбского, Меленковского, Мордвиновского и Ширинского сельсоветов.

## Население
| 2007 | 2010 |
| ---- | ---- |
| 0    | →0   |

По состоянию на 2020 год насчитывает 8 дворов. Постоянного населения не имеет.

### Историческая численность населения
По состоянию на 1989 год в деревне проживало 2 человек.
По состоянию на 2002 год в деревне не было постоянного населения.

## Инфраструктура
Почтовое отделение №150536, расположенное в селе Ширинье, на март 2022 года обслуживает в деревне 7 домов.

## Транспорт
Чуркино расположено в 3 км от автодороги «Ивановский Перевоз — Ширинье». До деревни идёт полевая дорога. Ближайшая автобусная остановка находится в селе Ширинье.